# Lambro méridional
Le Lambro Méridional, dit aussi Lambro Morto ou Lambretto est un canal artificiel qui utilise (en aval de Pieve Emanuele) le lit d’un antique cours d’eau naturel, recueillant les eaux du système complexe de Milan sur un parcours de 60 km.

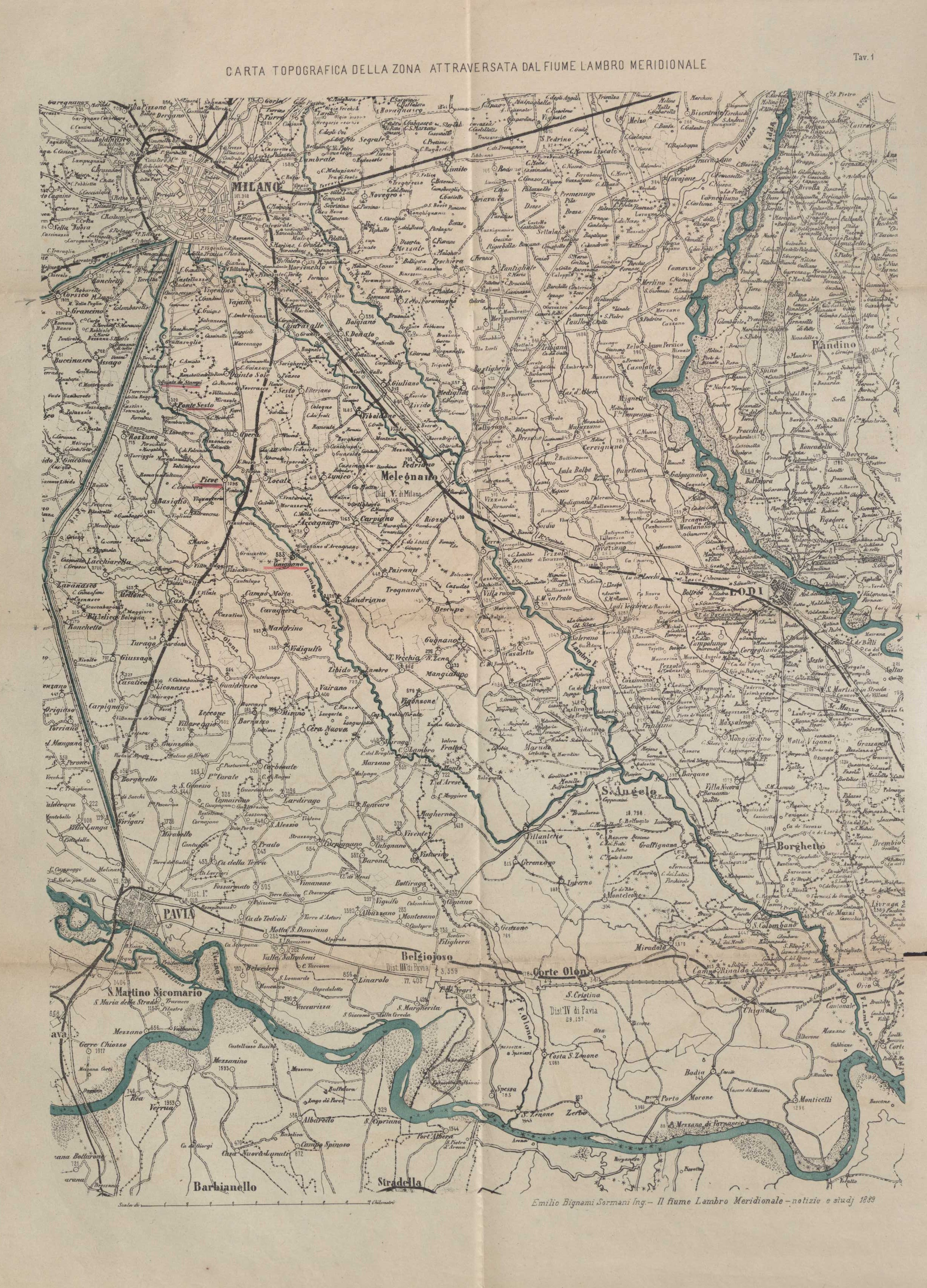
Carte de 1889

Le Lambro Méridional commence son cours à Milan dans la localité de Conca Fallata, prenant ces eaux du fleuve Olona, puis celles du Scaricatore Navigli (qui lui-même recueille l’excédant d’eau du Naviglio Grande, peu avant la Darsena (darse ou bassin du port) à la « Porta Ticinese » et du Naviglio Pavese, après être passé dessous). Ensuite le Lambro méridional, court parallèlement au fleuve Olona, traversant les quartiers milanais de Gratosoglio et de Quinto Stampi. Sur ce tronçon, il reçoit aussi le débit de la “Roggia Ticinello” (trop-plein de la Darsena).
Sur le territoire de Rozzano, peu avant le passage sous la tangentiale dud de Milan, le Lambro Méridional, bifurque vers l’est, en s’éloignant de l'Olona, puis cours dans la campagne où il reçoit les fossés d’écoulement Roggia Pizzabrosa et Roggia Taverna.

## Communes traversées
Province de Milan
- Milan
- Rozzano
- Opera
- Pieve Emanuele
- Locate di Triulzi
- Carpiano

Provincia di Pavia
- Siziano
- Landriano
- Torrevecchia Pia
- Marzano
- Torre d'Arese
- Magherno
- Villanterio

Provincia di Lodi
- Valera Fratta
- Sant'Angelo Lodigiano